# Ukamienowanie Szczepana
Ukamienowanie Szczepana (Ukamienowanie Stefana) – obraz Rembrandta. Jedno z najwcześniejszych dzieł malarza. Obraz sygnowany: Rf 1625.
Obraz uważany jest za pierwszy pewny obraz Rembrandta powstały w pracowni Pietera Lastmana w Amsterdamie z elementami stylu szkoły lejdejskiej. Stanowił prawdopodobnie parę dla obrazu Wielkoduszność Claudiusa Civilisa Na nowo został „odkryty” w 1962 roku przez historyka sztuki, profesora Horsta Gersona, w magazynach muzeum w Lyonie. Dzieło według spisów, zostało zakupione w 1844 roku jako płótno anonimowego autora i nigdy nie zostało wystawione.

## Geneza
Przedstawia popularną w XVII wieku scenę ukamienowania świętego Szczepana, opisaną w Dziejach Apostolskich. Według tradycji został osądzony przez Sanhedryn i ukamienowany:

Wyrzucili go poza miasto i kamienowali, a świadkowie złożyli swe szaty u stóp młodzieńca, zwanego Szawłem. Tak kamienowali Szczepana, który modlił się: «Panie Jezu, przyjmij ducha mego!» A gdy osunął się na kolana, zawołał głośno: «Panie, nie poczytaj im tego grzechu!» Po tych słowach skonał. (Dz 7, 58–60).

## Opis obrazu
Obraz kompozycyjnie podzielony jest na dwie części. Prawa część jest skąpana w świetle i rozgrywa się na niej akcja, lewa strona pogrążona jest w ciemności, z której wyłania się kilka postaci. Oświetlona scena pełna jest zbędnych detali. Szczepan klęczy, wznosi do nieba dłoń i modli się do Pana. Za nim jeden z oprawców trzyma kamień gotowy do rzucenia. W głębi za nim Rembrandt umieścił swoją podobiznę z wykrzywionym grymasem na czerwonej twarzy.
W 1625 roku Rembrandt wykonał piórkiem i tuzem szkic do obrazu o wymiarach 9,5 × 8,5 cm. Praca znajduje się w City Art Gallery w Leeds.